# Calle Nicanor García
La Calle Nicanor García históricamente conocida como Calle Reposo, es una calle que va por varios cientos de metros al norte de la avenida Gil Puyat en Bel-Air Village, Makati, en el área Metropolitana de Manila, la capital de Filipinas. Cruza la calle Júpiter y la avenida Kalayaan, terminando en la avenida JP Rizal. La calle es notable por sus galerías de arte, salas de exposiciones de diseño de interiores y restaurantes de alta cocina. 
Nicanor García forma la frontera entre Bel-Air Village y el cementerio de Manila Sur. Originalmente fue llamada Calle Reposo, y también se llamó Calle Plesantero por sus residentes anteriores. En la década de 1990, la vía fue renombrada como Nicanor García, en honor de Nicanor F. García, el primer alcalde municipal electo de Makati quien se desempeñó en su cargo desde 1922 hasta 1934.